# Discographie de Shakira
Cet article présente la discographie de Shakira, auteure-compositrice-interprète colombienne de pop latino, qui se compose d'onze albums studio, quatre albums live, deux compilations, et une soixantaine de singles.
Après deux premiers albums sortis en Colombie sans succès, elle devient une star en Amérique latine avec son troisième et quatrième album, Pies descalzos et ¿Dónde están los ladrones?.
C'est avec la sortie de Laundry Service en 2001, enregistré en anglais et en espagnol, que la chanteuse devient une star internationale. Alternant les disques en anglais et en espagnol, elle parvient à classer plusieurs singles à la première place de différents pays, à l'instar de Whenever, Wherever, Underneath Your Clothes, Hips Don't Lie, Beautiful Liar, Waka Waka (This Time for Africa), Loca et BZRP Music Sessions, Vol. 53.
Shakira a vendu 95 millions de disques dans le monde, devenant l'artiste colombienne et l'artiste féminine latine ayant vendu le plus de disques dans le monde.

## Albums

### Albums studios
| Album                                         | Classements | Classements | Classements | Classements | Classements | Classements | Classements | Classements | Classements | Classements | Classements | Classements | Classements | Classements | Classements | Classements | Certifications                                                           | Ventes mondiales |
| Album                                         | É-U         | CAN         | R-U         | IRL         | FRA         | ESP         | ITA         | SUI         | BE/W        | BE/F        | P-B         | ALL         | AUT         | SUE         | AUS         | N-Z         | Certifications                                                           | Ventes mondiales |
| --------------------------------------------- | ----------- | ----------- | ----------- | ----------- | ----------- | ----------- | ----------- | ----------- | ----------- | ----------- | ----------- | ----------- | ----------- | ----------- | ----------- | ----------- | ------------------------------------------------------------------------ | ---------------- |
| Magia - Label : Columbia                      | -           | -           | -           | -           | -           | -           | -           | -           | -           | -           | -           | -           | -           | -           | -           | -           |                                                                          |                  |
| Peligro - Label : Columbia                    | -           | -           | -           | -           | -           | -           | -           | -           | -           | -           | -           | -           | -           | -           | -           | -           |                                                                          |                  |
| Pies descalzos - Label : Columbia             | -           | -           | -           | -           | -           | -           | -           | -           | -           | -           | -           | 71          | -           | -           | -           | -           | : Platine                                                                | 4 000 000        |
| ¿Dónde están los ladrones? - Label : Columbia | -           | -           | -           | -           | -           | 22          | -           | 73          | -           | -           | 78          | 79          | -           | -           | -           | -           | : 5x Platine                                                             | 7 000 000        |
| Laundry Service - Label : Epic                | 3           | 1           | 2           | 2           | 5           | 1           | 2           | 1           | 5           | 1           | 1           | 2           | 1           | 1           | 1           | 4           | : 4x Platine : 5x Platine : 3x Platine : 2x Platine : 5x Or : 3x Platine | 13 000 000       |
| Fijación oral vol. 1 - Label : Epic           | 4           | -           | -           | -           | 6           | 1           | 18          | 2           | 6           | 15          | 7           | 1           | 2           | 14          | -           | -           | : Platine : Or : 3x Or                                                   | 4 000 000        |
| Oral Fixation Vol. 2 - Label : Epic           | 5           | 3           | 12          | 2           | 8           | 3           | 6           | 3           | 12          | 8           | 2           | 4           | 6           | 4           | 9           | -           | : Platine : 2x Platine : Platine : Platine : 3x Or : Or                  | 5 000 000        |
| She Wolf - Label : Epic                       | 15          | 18          | 4           | 1           | 7           | 2           | 1           | 1           | 11          | 12          | 5           | 3           | 4           | 23          | -           | -           | : Or : Or : Or                                                           | 2 000 000        |
| Sale el Sol - Label : Epic                    | 7           | 11          | -           | -           | 1           | 1           | 1           | 2           | 1           | 8           | 10          | 6           | 3           | 19          | -           | -           | : Or : Diamant : Platine                                                 | 4 000 000        |
| Shakira - Label : RCA                         | 2           | 3           | 14          | 10          | 6           | 2           | 3           | 2           | 11          | 11          | 15          | 5           | 3           | 14          | 8           | 17          | : Or                                                                     | 900 000          |
| El Dorado - Label : Sony                      | 15          | -           | 54          | -           | 9           | 2           | 12          | 3           | 2           | 14          | 20          | 19          | 10          | 56          | 92          | -           | : Or : Or                                                                | 1 000 000        |
| Las Mujeres Ya No Lloran - Label : Sony       |             |             |             |             | 12          | 1           |             |             |             |             |             |             |             |             |             |             |                                                                          |                  |

### Albums Live
| Album                                  | Classements                                                            | Classements                                                            | Classements                                                            | Classements                                                            | Classements                                                            | Classements                                                            | Classements                                                            | Classements                                                            | Classements                                                            | Classements                                                            | Classements                                                            | Classements                                                            | Classements                                                            | Classements                                                            | Classements                                                            | Classements                                                            | Certifications | Ventes mondiales |
| Album                                  | É-U                                                                    | CAN                                                                    | R-U                                                                    | IRL                                                                    | FRA                                                                    | ESP                                                                    | ITA                                                                    | SUI                                                                    | BE/W                                                                   | BE/F                                                                   | P-B                                                                    | ALL                                                                    | AUT                                                                    | SUE                                                                    | AUS                                                                    | N-Z                                                                    | Certifications | Ventes mondiales |
| -------------------------------------- | ---------------------------------------------------------------------- | ---------------------------------------------------------------------- | ---------------------------------------------------------------------- | ---------------------------------------------------------------------- | ---------------------------------------------------------------------- | ---------------------------------------------------------------------- | ---------------------------------------------------------------------- | ---------------------------------------------------------------------- | ---------------------------------------------------------------------- | ---------------------------------------------------------------------- | ---------------------------------------------------------------------- | ---------------------------------------------------------------------- | ---------------------------------------------------------------------- | ---------------------------------------------------------------------- | ---------------------------------------------------------------------- | ---------------------------------------------------------------------- | -------------- | ---------------- |
| MTV Unplugged - Label : Columbia       | 124                                                                    | -                                                                      | -                                                                      | -                                                                      | -                                                                      | -                                                                      | -                                                                      | -                                                                      | -                                                                      | -                                                                      | 81                                                                     | 91                                                                     | 55                                                                     | -                                                                      | -                                                                      | -                                                                      |                | 1 300 000        |
| Live and off the Record - Label : Epic | 45                                                                     | -                                                                      | -                                                                      | -                                                                      | -                                                                      | 73                                                                     | -                                                                      | 20                                                                     | 43                                                                     | 76                                                                     | -                                                                      | 14                                                                     | 9                                                                      | -                                                                      | -                                                                      | -                                                                      |                | 1 200 000        |
| Oral Fixation Tour - Label : Epic      | Non classé dans la plupart des Tops Albums car considéré comme un DVD. | Non classé dans la plupart des Tops Albums car considéré comme un DVD. | Non classé dans la plupart des Tops Albums car considéré comme un DVD. | Non classé dans la plupart des Tops Albums car considéré comme un DVD. | Non classé dans la plupart des Tops Albums car considéré comme un DVD. | Non classé dans la plupart des Tops Albums car considéré comme un DVD. | Non classé dans la plupart des Tops Albums car considéré comme un DVD. | Non classé dans la plupart des Tops Albums car considéré comme un DVD. | Non classé dans la plupart des Tops Albums car considéré comme un DVD. | Non classé dans la plupart des Tops Albums car considéré comme un DVD. | Non classé dans la plupart des Tops Albums car considéré comme un DVD. | Non classé dans la plupart des Tops Albums car considéré comme un DVD. | Non classé dans la plupart des Tops Albums car considéré comme un DVD. | Non classé dans la plupart des Tops Albums car considéré comme un DVD. | Non classé dans la plupart des Tops Albums car considéré comme un DVD. | Non classé dans la plupart des Tops Albums car considéré comme un DVD. |                | 700 000          |
| Live from Paris - Label : Epic         | -                                                                      | -                                                                      | -                                                                      | -                                                                      | 8                                                                      | 18                                                                     | 33                                                                     | 39                                                                     | 16                                                                     | 49                                                                     | 85                                                                     | 43                                                                     | -                                                                      | -                                                                      | -                                                                      | -                                                                      | : Platine      | 700 000          |
| El Dorado World Tour - Label : Sony    | Non classé dans la plupart des Tops Albums car considéré comme un DVD. | Non classé dans la plupart des Tops Albums car considéré comme un DVD. | Non classé dans la plupart des Tops Albums car considéré comme un DVD. | Non classé dans la plupart des Tops Albums car considéré comme un DVD. | Non classé dans la plupart des Tops Albums car considéré comme un DVD. | Non classé dans la plupart des Tops Albums car considéré comme un DVD. | Non classé dans la plupart des Tops Albums car considéré comme un DVD. | Non classé dans la plupart des Tops Albums car considéré comme un DVD. | Non classé dans la plupart des Tops Albums car considéré comme un DVD. | Non classé dans la plupart des Tops Albums car considéré comme un DVD. | Non classé dans la plupart des Tops Albums car considéré comme un DVD. | Non classé dans la plupart des Tops Albums car considéré comme un DVD. | Non classé dans la plupart des Tops Albums car considéré comme un DVD. | Non classé dans la plupart des Tops Albums car considéré comme un DVD. | Non classé dans la plupart des Tops Albums car considéré comme un DVD. | Non classé dans la plupart des Tops Albums car considéré comme un DVD. |                |                  |

### Compilation
| Album                         | Classements | Classements | Classements | Classements | Classements | Classements | Classements | Classements | Classements | Classements | Classements | Classements | Classements | Classements | Classements | Classements | Certifications | Ventes mondiales |
| Album                         | É-U         | CAN         | R-U         | IRL         | FRA         | ESP         | ITA         | SUI         | BE/W        | BE/F        | P-B         | ALL         | AUT         | SUE         | AUS         | N-Z         | Certifications | Ventes mondiales |
| ----------------------------- | ----------- | ----------- | ----------- | ----------- | ----------- | ----------- | ----------- | ----------- | ----------- | ----------- | ----------- | ----------- | ----------- | ----------- | ----------- | ----------- | -------------- | ---------------- |
| Grandes éxitos - Label : Sony | 80          | -           | -           | -           | -           | 36          | -           | 49          | -           | -           | -           | -           | -           | 22          | -           | -           |                | 1 700 000        |

### Album de remixes
| Album                      | Classements | Classements | Classements | Classements | Classements | Classements | Classements | Classements | Classements | Classements | Classements | Classements | Classements | Classements | Classements | Classements | Certifications | Ventes mondiales |
| Album                      | É-U         | CAN         | R-U         | IRL         | FRA         | ESP         | ITA         | SUI         | BE/W        | BE/F        | P-B         | ALL         | AUT         | SUE         | AUS         | N-Z         | Certifications | Ventes mondiales |
| -------------------------- | ----------- | ----------- | ----------- | ----------- | ----------- | ----------- | ----------- | ----------- | ----------- | ----------- | ----------- | ----------- | ----------- | ----------- | ----------- | ----------- | -------------- | ---------------- |
| The Remixes - Label : Sony | -           | -           | -           | -           | -           | -           | -           | -           | -           | -           | -           | -           | -           | -           | -           | -           |                | 500 000          |

## Singles

### Années 1990
| Année | Single                                                                       | Classements | Classements | Classements | Classements | Classements | Classements | Classements | Classements | Classements | Classements | Classements | Classements | Classements | Classements | Classements | Classements | Album                      |
| Année | Single                                                                       | É-U         | CAN         | R-U         | IRL         | FRA         | ESP         | ITA         | SUI         | BE/W        | BE/F        | P-B         | ALL         | AUT         | SUE         | AUS         | N-Z         | Album                      |
| ----- | ---------------------------------------------------------------------------- | ----------- | ----------- | ----------- | ----------- | ----------- | ----------- | ----------- | ----------- | ----------- | ----------- | ----------- | ----------- | ----------- | ----------- | ----------- | ----------- | -------------------------- |
| 1991  | Magia                                                                        | X           | X           | X           | X           | X           | X           | X           | X           | X           | X           | X           | X           | X           | X           | X           | X           | Magia                      |
| 1995  | Estoy aquí                                                                   | -           | X           | X           | X           | -           | 5           | X           | -           | -           | -           | -           | X           | X           | X           | X           | X           | Pies descalzos             |
| 1996  | ¿Dónde estás corazón?                                                        | -           | X           | X           | X           | X           | -           | X           | X           | X           | X           | X           | X           | X           | X           | X           | X           | Pies descalzos             |
| 1996  | Pies descalzos, sueños blancos                                               | -           | X           | X           | X           | X           | -           | X           | X           | X           | X           | X           | X           | X           | X           | X           | X           | Pies descalzos             |
| 1996  | Un poco de amor                                                              | -           | X           | X           | X           | X           | -           | X           | X           | X           | X           | X           | X           | X           | X           | X           | X           | Pies descalzos             |
| 1997  | Antología                                                                    | X           | X           | X           | X           | X           | -           | X           | X           | X           | X           | X           | X           | X           | X           | X           | X           | Pies descalzos             |
| 1997  | Se quiere, se mata                                                           | X           | X           | X           | X           | X           | X           | X           | X           | X           | X           | X           | X           | X           | X           | X           | X           | Pies descalzos             |
| 1998  | Ciega, sordomuda                                                             | -           | X           | X           | X           | X           | 7           | X           | X           | X           | X           | X           | X           | X           | X           | X           | X           | ¿Dónde están los ladrones? |
| 1998  | Tú                                                                           | -           | X           | X           | X           | X           | X           | X           | X           | X           | X           | X           | X           | X           | X           | X           | X           | ¿Dónde están los ladrones? |
| 1998  | Inevitable                                                                   | X           | X           | X           | X           | X           | -           | X           | X           | X           | X           | X           | X           | X           | X           | X           | X           | ¿Dónde están los ladrones? |
| 1999  | No creo                                                                      | -           | X           | X           | X           | X           | -           | X           | X           | X           | X           | X           | X           | X           | X           | X           | X           | ¿Dónde están los ladrones? |
| 1999  | Ojos así                                                                     | -           | X           | X           | X           | -           | -           | -           | -           | -           | -           | -           | -           | -           | -           | X           | X           | ¿Dónde están los ladrones? |
| 1999  | Moscas en la casa                                                            | -           | X           | X           | X           | X           | -           | X           | X           | X           | X           | X           | X           | X           | X           | X           | X           | ¿Dónde están los ladrones? |
|       | Le sigle « X » signifie que le titre n'est pas sorti en single dans ce pays. |             |             |             |             |             |             |             |             |             |             |             |             |             |             |             |             |                            |

### Années 2000
| Année | Single                                                                       | Classements | Classements | Classements | Classements | Classements | Classements | Classements | Classements | Classements | Classements | Classements | Classements | Classements | Classements | Classements | Classements | Album                   |
| Année | Single                                                                       | É-U         | CAN         | R-U         | IRL         | FRA         | ESP         | ITA         | SUI         | BE/W        | BE/F        | P-B         | ALL         | AUT         | SUE         | AUS         | N-Z         | Album                   |
| ----- | ---------------------------------------------------------------------------- | ----------- | ----------- | ----------- | ----------- | ----------- | ----------- | ----------- | ----------- | ----------- | ----------- | ----------- | ----------- | ----------- | ----------- | ----------- | ----------- | ----------------------- |
| 2001  | Whenever, Wherever                                                           | 6           | 4           | 2           | 1           | 1           | 1           | 1           | 1           | 1           | 1           | 1           | 1           | 1           | 1           | 1           | 1           | Laundry Service         |
| 2002  | Underneath Your Clothes                                                      | 9           | 11          | 3           | 1           | 2           | X           | 3           | 2           | 7           | 1           | 2           | 2           | 1           | 3           | 1           | 2           | Laundry Service         |
| 2002  | Te dejo Madrid                                                               | X           | X           | X           | X           | X           | 7           | X           | X           | X           | X           | X           | X           | X           | X           | X           | X           | Laundry Service         |
| 2002  | Objection (Tango)                                                            | 55          | -           | 17          | 12          | 10          | X           | 6           | 10          | 8           | 9           | 5           | 19          | 12          | 7           | 2           | 8           | Laundry Service         |
| 2002  | Que me quedes tú                                                             | -           | X           | X           | X           | X           | 10          | X           | X           | X           | X           | X           | X           | X           | X           | X           | X           | Laundry Service         |
| 2002  | The One                                                                      | -           | -           | -           | -           | -           | X           | 20          | 17          | 21          | 21          | 31          | 39          | 21          | -           | 16          | 39          | Laundry Service         |
| 2003  | Ojos así                                                                     | -           | -           | X           | X           | 15          | -           | -           | 33          | 16          | 29          | 25          | -           | -           | -           | X           | X           | Laundry Service         |
| 2005  | La tortura (avec Alejandro Sanz)                                             | 23          | -           | -           | -           | 7           | 1           | 3           | 2           | 5           | 8           | 2           | 4           | 3           | 6           | -           | -           | Fijación oral vol. 1    |
| 2005  | No                                                                           | X           | X           | X           | X           | X           | X           | X           | X           | X           | X           | X           | X           | X           | X           | X           | X           | Fijación oral vol. 1    |
| 2005  | Don't Bother                                                                 | 42          | -           | 9           | 13          | 24          | -           | 8           | 8           | 32          | 28          | 15          | 7           | 6           | 28          | 30          | -           | Oral Fixation Vol. 2    |
| 2006  | Día de enero                                                                 | X           | X           | X           | X           | X           | X           | X           | X           | X           | X           | X           | X           | X           | X           | X           | X           | Fijación oral vol. 1    |
| 2006  | Hips Don't Lie (avec Wyclef Jean)                                            | 1           | 1           | 1           | 1           | 1           | 1           | 1           | 1           | 1           | 1           | 1           | 1           | 2           | 45          | 1           | 1           | Oral Fixation Vol. 2    |
| 2006  | Illegal (avec Carlos Santana)                                                | -           | -           | 34          | 21          | -           | -           | 4           | 10          | 16          | 22          | 7           | 11          | 9           | 47          | -           | -           | Oral Fixation Vol. 2    |
| 2006  | Te lo agradezco, pero no (avec Alejandro Sanz)                               | -           | -           | -           | -           | -           | -           | -           | -           | -           | -           | -           | -           | -           | -           | -           | -           | El tren de los momentos |
| 2007  | La Pared                                                                     | -           | -           | -           | -           | -           | -           | -           | -           | -           | -           | -           | -           | -           | -           | -           | -           | Fijación oral vol. 1    |
| 2007  | Las de la intuición                                                          | -           | -           | -           | -           | -           | 1           | 39          | -           | -           | -           | 6           | -           | -           | -           | -           | -           | Fijación oral vol. 1    |
| 2007  | Beautiful Liar (avec Beyoncé)                                                | 3           | 2           | 1           | 1           | 1           | 1           | 1           | 1           | 5           | 2           | 1           | 1           | 2           | 6           | 5           | 1           | B'Day                   |
| 2007  | Si tú no vuelves (avec Miguel Bosé)                                          | -           | -           | -           | -           | -           | -           | 20          | -           | -           | -           | -           | -           | -           | -           | -           | -           | Bajo el Signo de Caín   |
| 2009  | She Wolf                                                                     | 11          | 5           | 4           | 2           | 4           | 2           | 3           | 3           | 5           | 16          | 13          | 2           | 3           | 17          | 18          | 36          | She Wolf                |
| 2009  | Did it Again                                                                 | -           | -           | 26          | 17          | -           | 12          | 15          | 29          | -           | -           | -           | 34          | 34          | 36          | -           | -           | She Wolf                |
| 2009  | Give It Up to Me (avec Lil Wayne)                                            | 29          | 32          | -           | -           | -           | -           | -           | -           | -           | -           | -           | -           | -           | -           | -           | -           | She Wolf                |
|       | Le sigle « X » signifie que le titre n'est pas sorti en single dans ce pays. |             |             |             |             |             |             |             |             |             |             |             |             |             |             |             |             |                         |

### Années 2010
| Année | Single                                                | Classements | Classements | Classements | Classements | Classements | Classements | Classements | Classements | Classements | Classements | Classements | Classements | Classements | Classements | Classements | Classements | Album                        |
| Année | Single                                                | É-U         | CAN         | R-U         | IRL         | FRA         | ESP         | ITA         | SUI         | BE/W        | BE/F        | P-B         | ALL         | AUT         | SUE         | AUS         | N-Z         | Album                        |
| ----- | ----------------------------------------------------- | ----------- | ----------- | ----------- | ----------- | ----------- | ----------- | ----------- | ----------- | ----------- | ----------- | ----------- | ----------- | ----------- | ----------- | ----------- | ----------- | ---------------------------- |
| 2010  | Gypsy                                                 | 65          | 80          | -           | -           | -           | 3           | 16          | 12          | 40          | -           | -           | 7           | 11          | -           | -           | -           | She Wolf                     |
| 2010  | Waka Waka (This Time for Africa) (avec Freshlyground) | 38          | 11          | 21          | 10          | 1           | 1           | 1           | 1           | 1           | 1           | 2           | 1           | 1           | 1           | 32          | 34          | Sale el sol                  |
| 2010  | Loca (avec El Cata ou Dizzee Rascal)                  | 32          | 36          | -           | 44          | 2           | 1           | 1           | 1           | 1           | 3           | 55          | 6           | 2           | 20          | -           | -           | Sale el sol                  |
| 2011  | Sale el sol                                           | -           | -           | -           | -           | -           | 8           | -           | -           | -           | -           | -           | -           | -           | -           | -           | -           | Sale el sol                  |
| 2011  | Rabiosa (avec El Cata ou Pitbull)                     | -           | 38          | -           | -           | 6           | 1           | 6           | 3           | 5           | 5           | 46          | 26          | 6           | 48          | -           | -           | Sale el sol                  |
| 2011  | Antes de las seis                                     | -           | -           | -           | -           | -           | -           | -           | -           | -           | -           | -           | -           | -           | -           | -           | -           | Sale el sol                  |
| 2011  | Je l'aime à mourir                                    | -           | 34          | -           | -           | 1           | -           | -           | 18          | 1           | 9           | -           | -           | -           | -           | -           | -           | The Sun Comes Out World Tour |
| 2012  | Addicted to You                                       | -           | -           | -           | -           | 15          | 14          | -           | 70          | 18          | 27          | -           | -           | -           | -           | -           | -           | Sale el sol                  |
| 2012  | Get It Started (avec Pitbull)                         | 89          | 42          | 64          | -           | 57          | 14          | 44          | 32          | -           | -           | -           | 31          | 17          | 47          | 31          | -           | Global Warming               |
| 2013  | Dançando (avec Ivete Sangalo)                         | -           | -           | -           | -           | -           | -           | -           | -           | -           | -           | -           | -           | -           | -           | -           | -           | Real Fantasia                |
| 2014  | Can't Remember to Forget You (avec Rihanna)           | 15          | 19          | 11          | 7           | 5           | 2           | 13          | 7           | 6           | 9           | 26          | 8           | 4           | 8           | 18          | 32          | Shakira                      |
| 2014  | Empire                                                | 58          | 92          | 25          | 60          | 82          | 29          | -           | -           | -           | -           | -           | -           | -           | -           | -           | -           | Shakira                      |
| 2014  | Dare (La La La)                                       | 53          | 80          | -           | 67          | 11          | 2           | 3           | 3           | 3           | 9           | 61          | 12          | 14          | -           | -           | -           | Shakira                      |
| 2014  | Medicine                                              | -           | 90          | -           | -           | -           | -           | -           | -           | -           | -           | -           | -           | -           | -           | -           | -           | Shakira                      |
| 2015  | Mi verdad (avec Maná)                                 | -           | -           | -           | -           | -           | 20          | -           | -           | -           | -           | -           | -           | -           | -           | -           | -           | Cama Incendiada              |
| 2016  | Try Everything                                        | 63          | 49          | -           | -           | 43          | -           | -           | 55          | -           | -           | -           | 54          | 39          | -           | 57          | -           | Zootopie                     |
| 2016  | La bicicleta (avec Carlos Vives)                      | 95          | -           | -           | -           | 31          | 1           | 34          | 54          | -           | -           | -           | -           | -           | -           | -           | -           | El Dorado                    |
| 2016  | Chantaje (avec Maluma)                                | 51          | 50          | -           | 91          | 15          | 1           | 11          | 10          | 19          | 11          | 18          | 20          | 41          | 54          | -           | -           | El Dorado                    |
| 2017  | Deja vu (avec Prince Royce)                           | -           | -           | -           | -           | -           | 16          | -           | 92          | -           | -           | -           | -           | -           | -           | -           | -           | El Dorado                    |
| 2017  | Comme moi (avec Black M)                              | -           | -           | -           | -           | 130         | -           | -           | -           | -           | -           | -           | -           | -           | -           | -           | -           | El Dorado                    |
| 2017  | Me enamoré                                            | 83          | -           | -           | -           | 42          | 5           | 49          | 32          | 17          | 28          | -           | -           | -           | -           | -           | -           | El Dorado                    |
| 2017  | Perro fiel (avec Nicky Jam)                           | 100         | -           | -           | -           | -           | 5           | -           | 62          | -           | -           | -           | -           | -           | -           | -           | -           | El Dorado                    |
| 2018  | Trap (avec Maluma)                                    | -           | -           | -           | -           | -           | -           | -           | -           | -           | -           | -           | -           | -           | -           | -           | -           | El Dorado                    |
| 2018  | Clandestino (avec Maluma)                             | -           | -           | -           | -           | -           | 13          | 76          | 32          | -           | -           | -           | -           | -           | -           | -           | -           |                              |
| 2018  | Nada                                                  | -           | -           | -           | -           | -           | -           | -           | -           | -           | -           | -           | -           | -           | -           | -           | -           | El Dorado                    |
| 2019  | Tutu (avec Camilo et Pedro Capó)                      | -           | -           | -           | -           | -           | 98          | -           | -           | -           | -           | -           | -           | -           | -           | -           | -           | Por primera vez              |

### Années 2020
| Année | Single                                                     | Classements | Classements | Classements | Classements | Classements | Classements | Classements | Classements | Classements | Classements | Classements | Classements | Classements | Classements | Classements | Classements | Album                    |
| Année | Single                                                     | É-U         | CAN         | R-U         | IRL         | FRA         | ESP         | ITA         | SUI         | BE/W        | BE/F        | P-B         | ALL         | AUT         | SUE         | AUS         | N-Z         | Album                    |
| ----- | ---------------------------------------------------------- | ----------- | ----------- | ----------- | ----------- | ----------- | ----------- | ----------- | ----------- | ----------- | ----------- | ----------- | ----------- | ----------- | ----------- | ----------- | ----------- | ------------------------ |
| 2020  | Me Gusta (avec Anuel AA)                                   | -           | -           | -           | -           | -           | 2           | 62          | 42          | -           | -           | -           | -           | -           | -           | -           | -           |                          |
| 2020  | Girl Like Me (avec The Black Eyed Peas)                    | 39          | 59          | -           | 83          | 2           | 79          | -           | 28          | 3           | 50          | 32          | -           | -           | -           | -           | -           | Translation              |
| 2021  | Don't Wait Up                                              | -           | -           | -           | -           | 45          | -           | -           | -           | 12          | -           | -           | -           | -           | -           | -           | -           |                          |
| 2022  | Te Felicito (avec Rauw Alejandro)                          | 11          | -           | -           | -           | 53          | 2           | -           | 71          | -           | -           | -           | -           | -           | -           | -           | -           | Las Mujeres Ya No Lloran |
| 2022  | Don't You Worry (avec The Black Eyed Peas et David Guetta) | 103         | 57          | -           | -           | 14          | 63          | 15          | 51          | 5           | 37          | 39          | 43          | 12          | -           | -           | -           | Elevation                |
| 2022  | Monotonía (avec Ozuna)                                     | 18          | -           | -           | -           | 137         | 3           | 67          | 17          | -           | -           | -           | -           | -           | -           | -           | -           | Las Mujeres Ya No Lloran |
| 2023  | BZRP Music Sessions, Vol. 53 (avec Bizarrap)               | 2           | 25          | 31          | 14          | 20          | 1           | 1           | 2           | 21          | -           | 41          | 26          | 16          | 24          | 100         | -           | Las Mujeres Ya No Lloran |
| 2023  | TQG (avec Karol G)                                         | 1           | 33          | 88          | 40          | 30          | 1           | 44          | 5           | -           | -           | -           | -           | -           | -           | -           | -           | Mañana será bonito       |
| 2023  | Acróstico                                                  | 12          | -           | -           | -           | -           | 1           | -           | 41          | -           | -           | -           | -           | -           | -           | -           | -           | Las Mujeres Ya No Lloran |
| 2023  | Copa vacía (avec Manuel Turizo)                            | 55          | -           | -           | -           | -           | 16          | -           | 100         | 42          | -           | -           | -           | -           | -           | -           | -           | Las Mujeres Ya No Lloran |
| 2023  | El Jefe (avec Fuerza Regida)                               | 24          | -           | -           | -           | -           | 12          | -           | -           | -           | -           | -           | -           | -           | -           | -           | -           | Las Mujeres Ya No Lloran |
| 2024  | Puntería (avec Cardi B)                                    | 69          | -           | -           | -           | -           | 37          | -           | 62          | -           | -           | -           | -           | -           | -           | -           | 34          | Las Mujeres Ya No Lloran |
| 2024  | (Entre Paréntesis) (avec Grupo Frontera)                   | -           | -           | -           | -           | -           | -           | -           | -           | -           | -           | -           | -           | -           | -           | -           | -           | Las Mujeres Ya No Lloran |
| 2024  | Soltera                                                    | -           | -           | -           | -           | -           | -           | -           | -           | -           | -           | -           | -           | -           | -           | -           | -           |                          |